# Venarotta
Venarotta è un comune italiano di 1 873 abitanti della provincia di Ascoli Piceno nelle Marche. Fa parte della Comunità Montana del Tronto.

## Storia
Le origini di Venarotta non sono chiare, un'ipotesi è che il paese fu fondato nel VI secolo da alcuni ascolani, che edificarono su un'altura il centro abitato e un tempio dedicato a Venere, da cui deriverebbe il nome "Venarotta". Altra ipotesi sull'origine del toponimo è che questo deriverebbe da "vena" (parola usata per indicare una sorgente sotterranea o una cavità del terreno). Nel 1237 gli ascolani annetterono Venarotta, che fino ad allora era autonoma e si reggeva con propri ordinamenti. La storia del centro pedemontano da qui in poi è legata a quella di Ascoli Piceno.
Nel 2017 Venarotta insieme ad altri 13 comuni sostiene la costituzione del Parco dei Calanchi e Monte Ascensione, al fine di promuovere valorizzare il territorio.

### Simboli
Nello stemma è raffigurato, su fondo di rosso, un castello d'oro, con due arcate aperte, fondato su tre colli e munito di due torri, quella di sinistra diruta, fra le quali svetta una croce latina.
Il gonfalone è un drappo di rosso porpora.

## Società

### Evoluzione demografica
Abitanti censiti

### Etnie e minoranze straniere
Secondo i dati ISTAT al 31 dicembre 2015 la popolazione straniera residente era di 76 persone (3,68%).

## Amministrazione
| Periodo        | Periodo        | Primo cittadino    | Partito                            | Carica  | Note  |
| -------------- | -------------- | ------------------ | ---------------------------------- | ------- | ----- |
| 5 luglio 1985  | 23 giugno 1990 | Antonio Giorgi     | Partito Socialista Italiano        | Sindaco | [ 7 ] |
| 23 giugno 1990 | 24 aprile 1995 | Antonio Giorgi     | Partito Socialista Italiano        | Sindaco | [ 7 ] |
| 24 aprile 1995 | 14 giugno 1999 | Guglielmo Frattari | Lista civica                       | Sindaco | [ 7 ] |
| 14 giugno 1999 | 14 giugno 2004 | Guglielmo Frattari | Lista civica                       | Sindaco | [ 7 ] |
| 14 giugno 2004 | 8 giugno 2009  | Emidio Sciamanna   | Lista civica                       | Sindaco | [ 7 ] |
| 8 giugno 2009  | 25 maggio 2014 | Emidio Sciamanna   | Lista civica Insieme per Venarotta | Sindaco | [ 7 ] |
| 26 maggio 2014 | 26 maggio 2019 | Fabio Salvi        | Lista civica                       | Sindaco | [ 7 ] |
| 27 maggio 2019 | 9 giugno 2024  | Fabio Salvi        | Lista civica                       | Sindaco | [ 7 ] |
| 10 giugno 2024 | in carica      | Fabio Salvi        | Lista civica Insieme per Venarotta | Sindaco | [ 7 ] |

### Gemellaggi
- Lantriac

## Sport
Ha sede nel comune la società di calcio A.S.D. Venarotta Calcio, fondata nel 1985, che ha disputato campionati dilettantistici regionali. 
La squadra di calcio a 5, Venarotta C5, nella stagione 2012-2013 ha raggiunto la Serie C2.